# Gröna hissen (film, 1937)
Gröna hissen är en tysk komedifilm från 1937 i regi av Wolfgang Liebeneiner. Den är en filmatisering av den amerikanska pjäsen Gröna hissen av Avery Hopwood med tysk manusbearbetning av Jacob Geis och Hans Albin.

## Rollista
- Heinz Rühmann - Billy Bartlett, bankdirektör
- Heli Finkenzeller - Doddy
- Werner Fuetterer - Fred Evans
- Leny Marenbach - Margret
- Hans Söhnker - Wheeler
- Alexa von Porembsky - Mary
- Leopold von Ledebur - Sparkins
- Hans Stiebner - Peeperkorn